# 힐레뢰드시

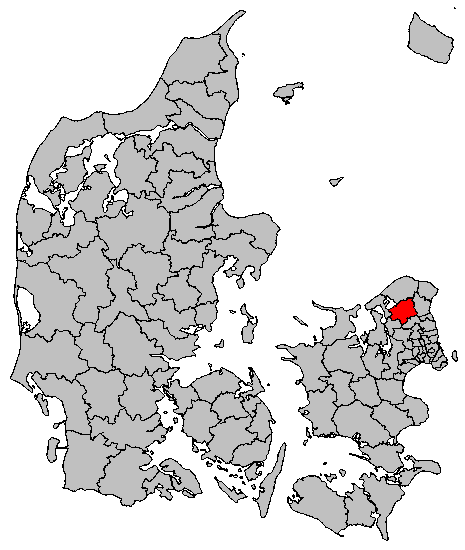
힐레뢰드시의 위치

힐레뢰드시(덴마크어: Hillerød Kommune)는 덴마크 수도 지역에 위치한 지방 자치체로 행정 중심지는 힐레뢰드이며 면적은 212.99km2, 인구는 48,728명(2014년 4월 1일 기준), 인구 밀도는 230명/km2이다. 셸란섬 북부에 위치한다.